# Psalidocoptus
Psalidocoptus is een kevergeslacht uit de familie van de boktorren (Cerambycidae). De wetenschappelijke naam van het geslacht werd voor het eerst geldig gepubliceerd in 1856 door White.

## Soorten
Psalidocoptus is monotypisch en omvat slechts de volgende soort:
- Psalidocoptus scaber White, 1856